# Louvrechy

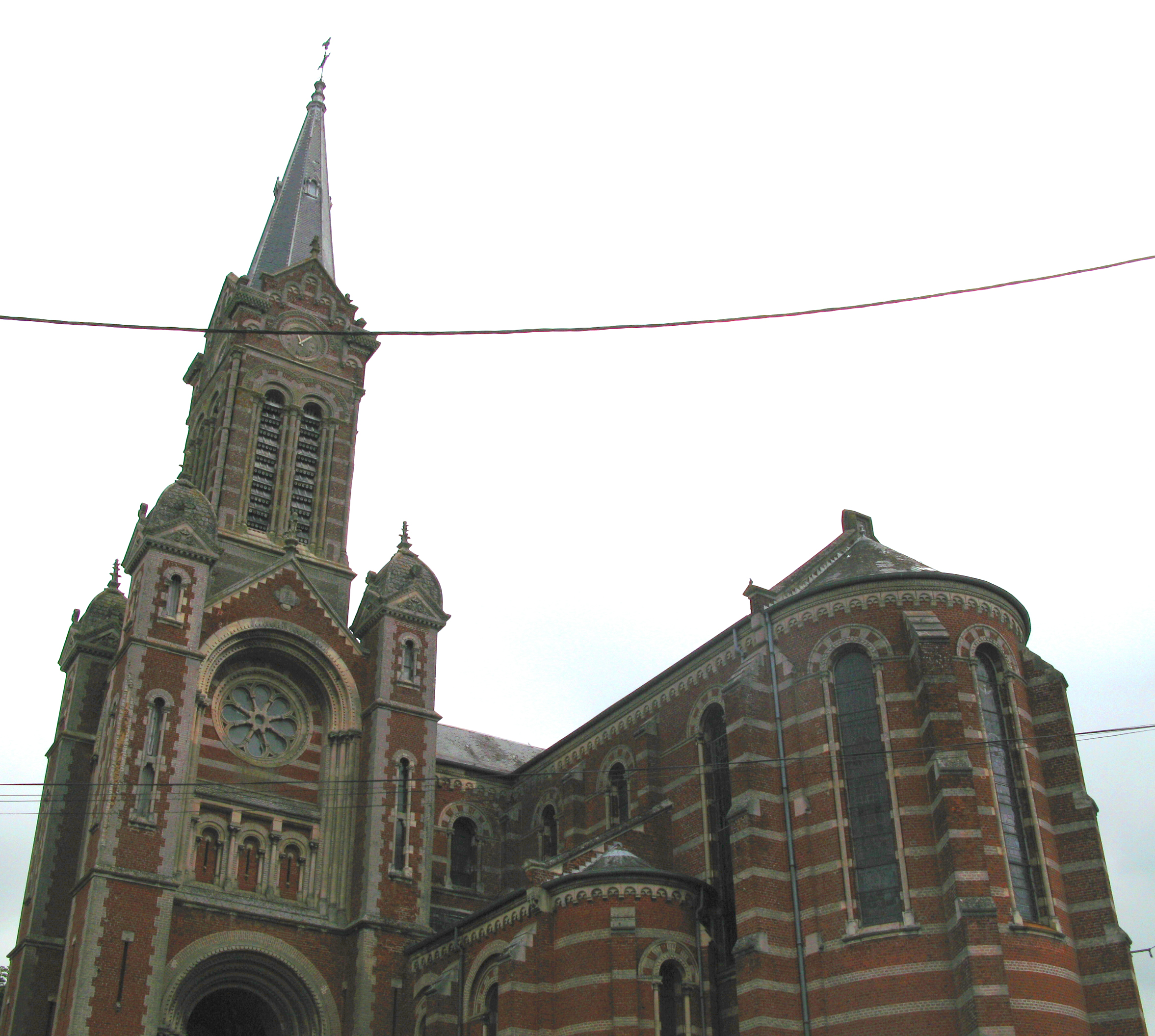
Kerk

Louvrechy is een gemeente in het Franse departement Somme (regio Hauts-de-France) en telt 153 inwoners (2004). De plaats maakt deel uit van het arrondissement Montdidier.

## Geografie
De oppervlakte van Louvrechy bedraagt 5,8 km², de bevolkingsdichtheid is 26,4 inwoners per km².
De onderstaande kaart toont de ligging van Louvrechy met de belangrijkste infrastructuur en aangrenzende gemeenten.

## Demografie
Onderstaande figuur toont het verloop van het inwonertal (bron: INSEE-tellingen).